# Bourgneuf-en-Retz
Bourgneuf-en-Retz (bretonisch: Bourc'hnevez-Raez) ist eine Ortschaft und eine Commune déléguée in der französischen Gemeinde Villeneuve-en-Retz mit 3.741 Einwohnern (Stand: 1. Januar 2022) im Département Loire-Atlantique in der Region Pays de la Loire. Die Einwohner werden Novobourgeois (auch: Novembourgeois) genannt.
Mit Wirkung vom 1. Januar 2016 wurden die Gemeinden Bourgneuf-en-Retz und Fresnay-en-Retz zu einer Commune nouvelle mit dem Namen Villeneuve-en-Retz zusammengelegt. Die Gemeinde Bourgneuf-en-Retz gehörte zum Arrondissement Saint-Nazaire.

## Geographie
Bourgneuf-en-Retz liegt in der Landschaft Pays de Retz an der Grenze zum Pays Nantais nahe der Atlantikküste. Der Fluss Falleron begrenzt das Gebiet im Süden. 
Hier verläuft auch die frühere Route nationale 758.

## Geschichte
In Bourgneuf-en-Retz (deutsch: Borgneff) befand sich eine hansische Niederlassung. Diese nutzten die Salinen zur Ausbeutung des Salzes als Handelsgut. 

### Bevölkerungsentwicklung
| Jahr                       | 1962 | 1968 | 1975 | 1982 | 1990 | 1999 | 2006 | 2012 |
| -------------------------- | ---- | ---- | ---- | ---- | ---- | ---- | ---- | ---- |
| Einwohner                  | 2289 | 2225 | 2161 | 2283 | 2346 | 2400 | 3027 | 3504 |
| Quellen: Cassini und INSEE |      |      |      |      |      |      |      |      |

## Sehenswürdigkeiten
- Megalith

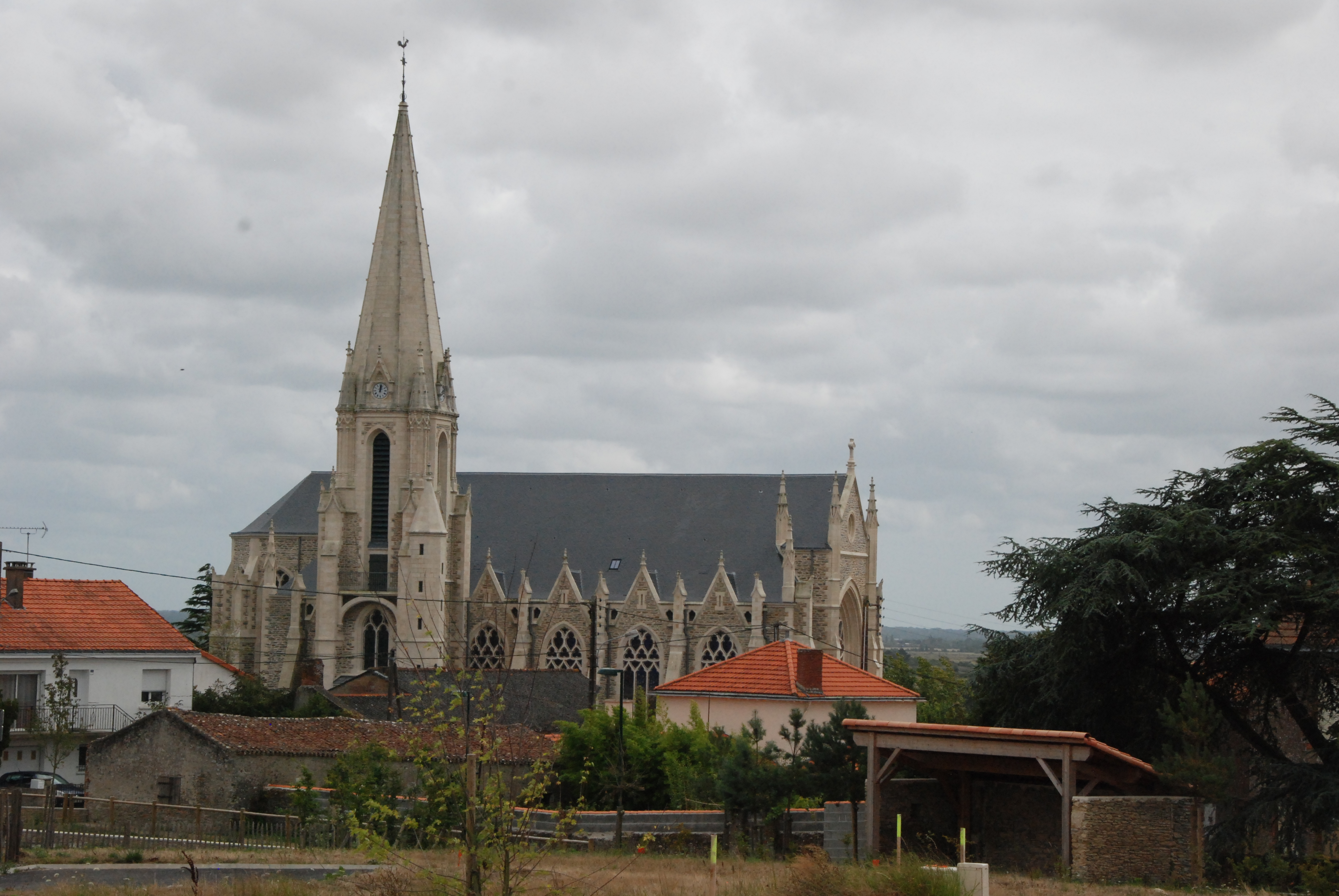
Kirche Saint-Cyr-et-Sainte-Julitte

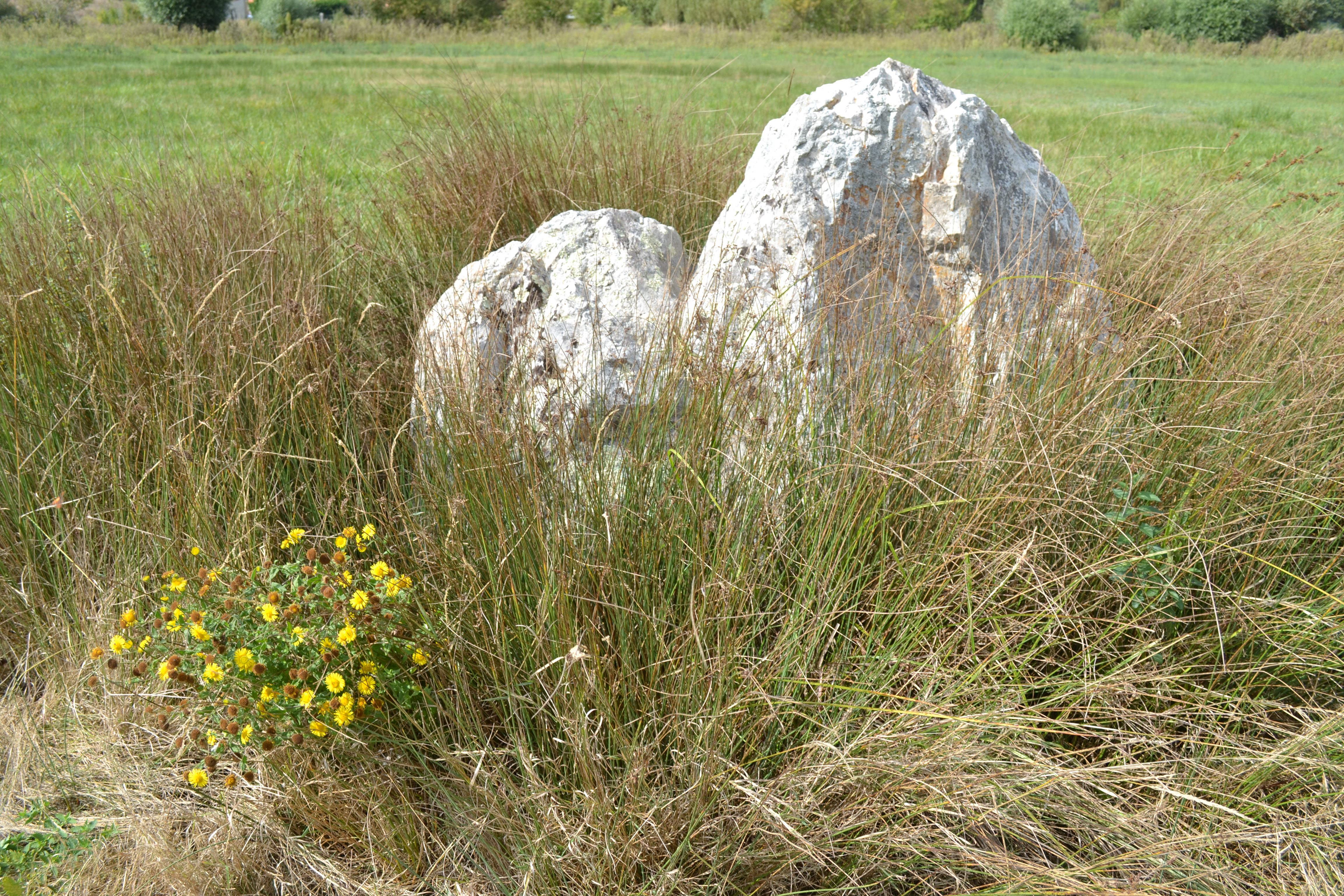
Megalith

- Kirche Notre-Dame de Bon-Port, wiedererrichtet im 19. Jahrhundert
- Neogotische Kirche Saint-Cyr-et-Sainte-Julitte in Saint-Cyr-en-Retz aus dem 19. Jahrhundert
- Museum des Pays de Retz
- Der Hafen in Port du Collet
- Burg Le Collet aus dem 12. Jahrhundert
- Mühle L’Arzelier
- Herrenhaus von Noë-Briord, 1888 rekonstruiert

## Verkehr
Am Haltepunkt Bourgneuf-en-Retz an der Bahnstrecke Sainte-Pazanne–Pornic verkehren TER-Züge nach Pornic und Nantes.

## Persönlichkeiten
- François de La Noue (1531–1591), Hugenottenführer, Herr über Noë-Briord
- Anna Mahé (1882–1960), Anarchistin